# Irmgard Vogt
Irmgard Vogt (* 8. Mai 1941 in Tübingen) ist eine deutsche Psychologin und Soziologin. Sie zählt zu den bekanntesten sozialwissenschaftlichen Suchtforscherinnen Deutschlands mit den Schwerpunkten Frauen und Sucht, Beratung, Sucht und Alter. Zusammen mit Sebastian Scheerer und Henner Hess gab sie 1989 das Standardwerk Drogen und Drogenpolitik heraus.

## Werdegang und Wirkung
Die Diplom-Psychologin wurde 1970 an der Philosophischen Fakultät der Universität Münster zum Dr. phil. promoviert und an der Goethe-Universität in Frankfurt am Main 1983 habilitiert. Seit 1983 ist sie dort Privatdozentin. Sie lehrte im Fachbereich Psychologie u. a. in Münster, Hamburg, Bremen, Bochum, Hagen, Marburg und im Fachbereich Soziologie u. a. in Frankfurt. Von 1992 bis 2009 war sie Professorin an der Fachhochschule Frankfurt am Main. Sie war Mitbegründerin und bis zu ihrer Pensionierung 2009 Direktorin  des Instituts für Suchtforschung Frankfurt an der Fachhochschule Frankfurt am Main.
Sie hat mit ihren Forschungen zum Alkoholismus und zur Drogenabhängigkeit bei Frauen wesentliche Beiträge geleistet zur Herausarbeitung der spezifischen Suchtbelastungen von Frauen, auch zum Zusammenhang von sexueller Gewalt und Sucht bei Frauen, sowie insbesondere zu den Behandlungsalternativen für Frauen in Beratungseinrichtungen nur für Frauen und in stationären Einrichtungen, die gezielte Angebote für süchtige Frauen anbieten und entsprechende Arbeitskonzepte entwickelt haben. Zusammen mit der Fachgruppe Frauen in der psychosozialen Arbeit der Deutschen Gesellschaft für Verhaltenstherapie hat sie grundlegenden Arbeiten zum Thema: sexuellen Übergriffen in der Psychotherapie, vorgelegt. Die Aktivitäten dieser Gruppe haben dazu geführt, dass dieses Thema heute verbindlich in der Ausbildung von Psychologischen Psychotherapeuten verankert ist. Eine ähnliche Verankerung des Themas in der Ausbildung von Sozialarbeiterinnen und Sozialarbeitern steht noch aus.
Seit 1998 hat sich Vogt zusammen mit einer sehr großen Arbeitsgruppe für die Einführung der Behandlung von langjährigen Drogenabhängigen mit Diamorphin eingesetzt. Sie hat am Bundesdeutschen Modellprojekt der heroingestützten Behandlung mitgearbeitet; Teilstudien zur psychosozialen Behandlung im Heroinprojekt waren am Institut für Suchtforschung Frankfurt angegliedert. 2008 übernahm sie die Leitung des EU-finanzierten Projektes Hilfen für ältere Drogenabhängige, das 2010 abgeschlossen wurde.

## Schriften (Auswahl)
- Drogenpolitik. Zum Konsum von Alkohol, Beruhigungsmitteln und Haschisch. Herder & Herder, Frankfurt am Main 1975, ISBN 3-585-32140-2.
- Für alle Leiden gibt es eine Pille. Über Psychopharmakakonsum und das geschlechtsrollenspezifische Gesundheitskonzept bei Mädchen und Frauen. Westdeutscher Verlag, Opladen 1985, ISBN 3-531-11731-9.
- Alkoholikerinnen. Eine qualitative Interviewstudie. Lambertus, Freiburg im Breisgau 1986, ISBN 3-7841-0326-X.
- Drogen und Drogenpolitik. Ein Handbuch. Campus-Verlag, Frankfurt a. M./ New York 1989, ISBN 3-593-33675-8. (Hrsg. mit Sebastian Scheerer unter Mitarbeit von Henner Hess)
- Gewaltsame Erfahrungen. "Gewalt gegen Frauen" als Thema in der Suchtkrankenhilfe. Kleine, Bielefeld 1993, ISBN 3-89370-180-X.
- "Bella Donna" Die Frauendrogenberatungsstelle im Ruhrgebiet. VWB, Berlin 1997, ISBN 3-86135-070-X.
- Beratung von süchtigen Frauen und Männern. Grundlagen und Praxis. Beltz, Weinheim 2004, ISBN 3-407-22160-6.
- Frauen-Körper: Lust und Last, Band 2. DGVT-Verlag, Tübingen, ISBN 3-87159-145-9.
- Auch Süchtige altern. Probleme und Versorgung älterer Drogenabhängiger. Fachhochschul-Verlag, Frankfurt am Main 2011, ISBN 978-3-940087-81-2. (als Hrsg.)
- I. Vogt, E. Arnold, E.: Sexuelle Übergriffe in der Therapie. Anleitungen zur Selbsterfahrung und zum Selbstmanagement. DGVT-Verlag, Tübingen 1993, ISBN 3-87159-401-6.
- S. Kuhn, M. Schu, I. Vogt, M. Schmid, R. Simmedinger, G. Schlanstedt, G. Farnbacher, U. Verthein, C. Haasen, C. Claes, J.-M. Graf von der Schulenburg, H. Buhk, T. Zeikau, U. Koch: Das bundesdeutsche Modellprojekt zur heroingestützten Behandlung Opiatabhängiger. Band 3. Psychosoziale Interventionen – Kosten und Nutzen der Behandlung – Transfer in die Versorgung. Bundesministerium für Gesundheit (Hrsg.). Nomos, Baden-Baden 2007.